# Dehnfolie

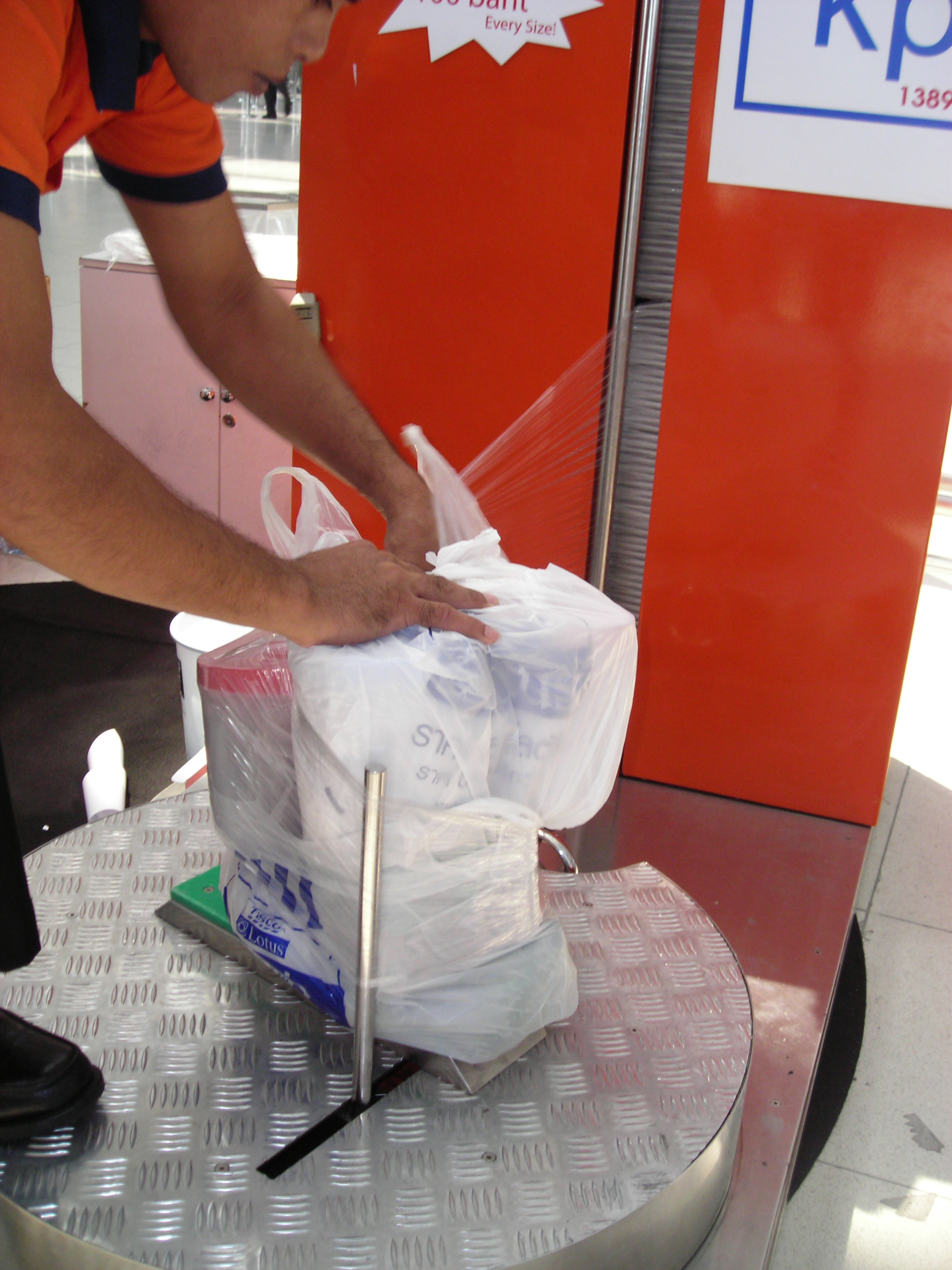
Einwickeln von Bordgepäck mit Dehnfolie

Dehnfolie ist der Überbegriff für elastische Folien, welche extrem dehnbar sind, ohne zu reißen; unterhalb ihrer Elastizitätsgrenze gedehnt, besitzen diese Folien eine hohe Rückstellkraft. Haften die Folien auch nach starker Dehnung noch gut aufeinander werden sie Adhäsionsfolie genannt.

## Frischhaltefolie
Im Supermarkt werden sie zur Verpackung von Fleisch und Gemüse in Trays und Schalen eingesetzt.
Im Haushalt verwendet man Frischhaltefolien zur Abdeckung von Schüsseln und zum Einwickeln von Nahrungsmitteln.
Frischhalte-Folien auf PVC-Basis haben aufgrund ihrer Polarität den Vorteil, dass Tropfenbildung vermieden wird und sich kein Kondenswasser auf der Folie bildet. Im Supermarkt ist diese Antifog-Eigenschaft der Folie sehr geschätzt, da sonst die Verpackungseinheit durch Wasserbeschlagbildung (Tropfen) unansehnlich werden kann.
Frischhaltefolien werden auch auf Basis von Polyethylen hergestellt. PE als apolarer Kunststoff hat keine Antifogeigenschaft.

## Silagefolie
Mit Silagefolie bzw. „Agrar-Stretch-Folie“ konservierte Tier-Futtermittel werden durch Milchsäuregärung fermentiert. Die gute Dehnfähigkeit und Klebkraft der Folie ermöglicht das dabei entscheidende luftdichte Verpacken der Silage. Die Foliendicke beträgt 25 µm, die Rollenbreiten liegen bei 500 mm oder 750 mm in Abhängigkeit von der verwendeten Silage-Stretch-Maschine.

## Ladeeinheiten-Sicherungs-Folie

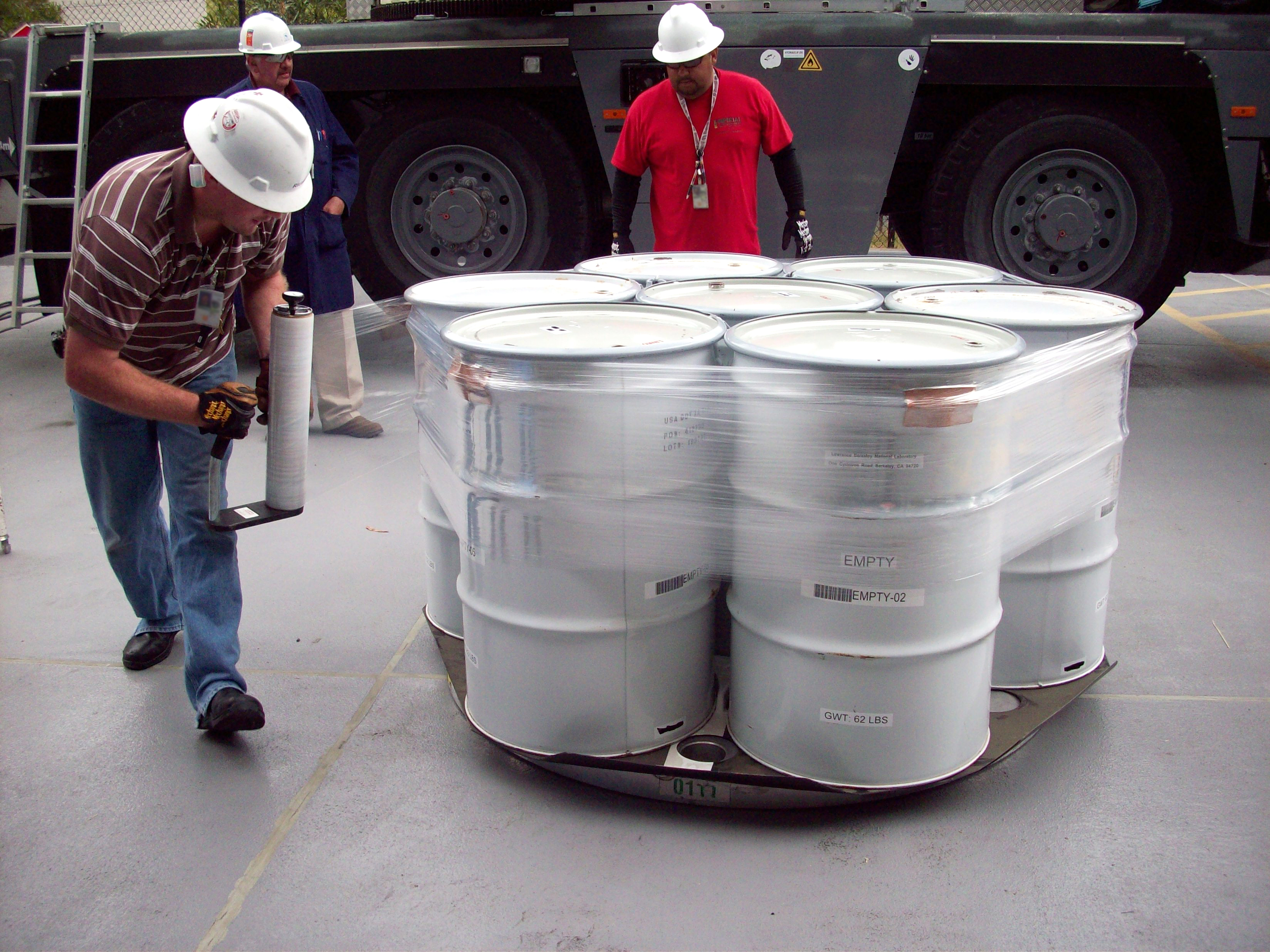
Manuelles Stretchen

Stretchfolien zur Ladeeinheitensicherung ermöglichen eine formstabile  Ladungssicherung, indem sie palettierter Ladeeinheiten (z. B. Kartons, Säcke, Kästen, Fässer):
- zwischen dem Palettenfuß und der auf der Transportpalette befindlichen Ware eine feste Verbindung, einen Kraftschluss herstellen.
- zusätzlich verhindern, dass die einzelnen Lagen/Schichten der Ware sich untereinander bewegen und verschieben.
- Schutz gegen äußere mechanische und klimatische Belastungen bieten und die Handhabbarkeit erleichtern.[1]

Verpackungs-Stretch-Folien werden in den unterschiedlichsten Dicken und Breiten hergestellt. Typisch sind Foliendicken zwischen 12 und 35 µm bei einer Rollenbreite von 500 mm.

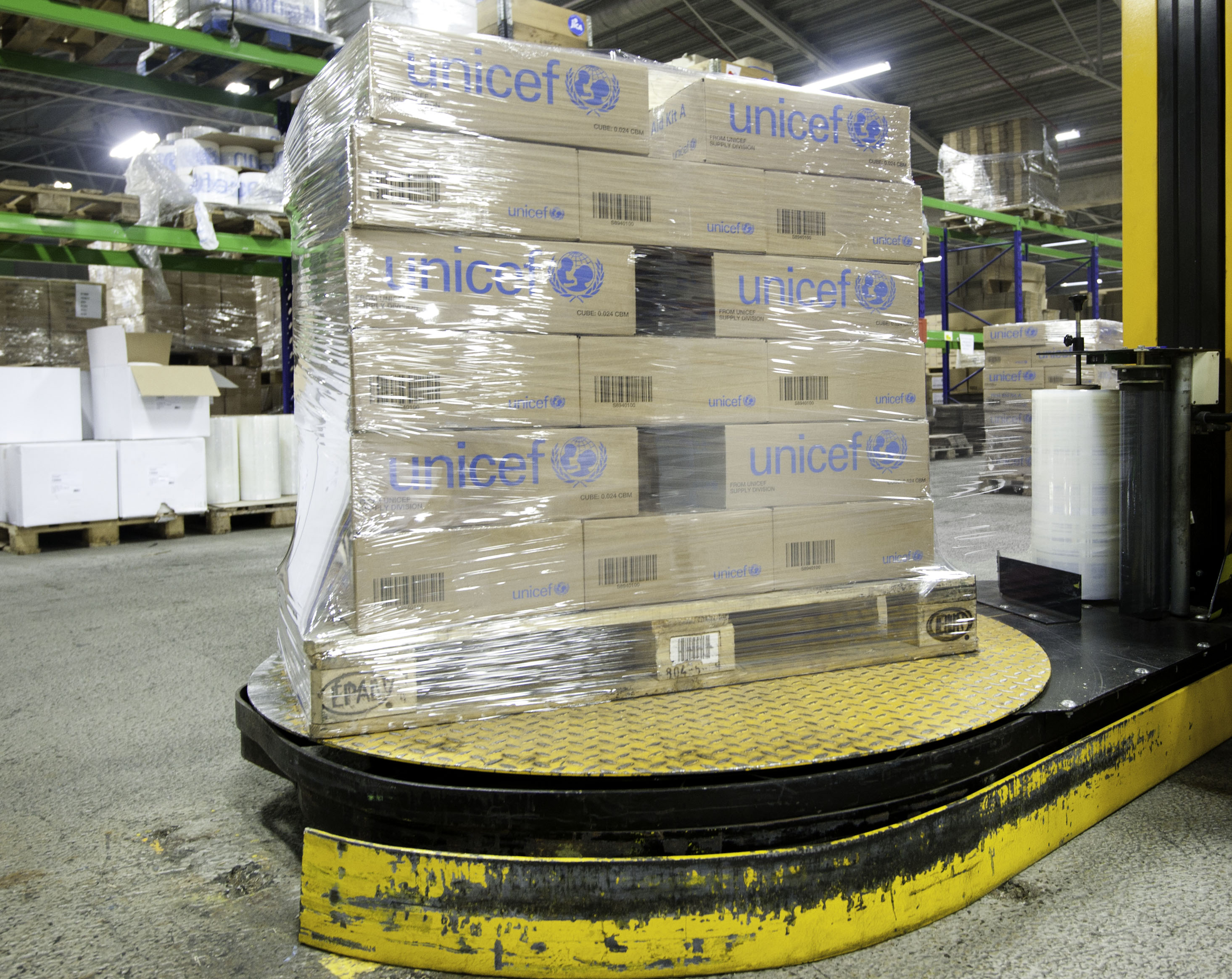
Palettenstretchwickler

Je nach täglichem Palettenaufkommen wird die Palette manuell mit Hand-Stretch-Folie oder maschinell mit Maschinen-Stretch-Folie mit Wickelmaschinen (= Stretch-Wickler, Stretch-Maschinen, Stretchanlagen) gesichert.
Zum Einsatz kommen dabei maximal 20 kg schwere Rollen, die auf halb- und vollautomatischen Stretchanlagen verarbeitet werden. In der Getränkeindustrie sind vollautomatische Stretchanlagen meist integraler Bestandteil der Abfüllanlage.
Stretch-Wickler gibt es in den unterschiedlichsten Bauformen und Preisklassen, halb- bis vollautomatisch, für die horizontale und vertikale Palettenumwicklung, der Fachmann spricht von „einstretchen“.
Stretch-Folie in den Rollenbreiten von 100 – 250 mm verwendet man zum Bündeln von langen Transportgütern.
Gelochte (makroperforierte) Stretchfolie wird zur Sicherung von Paletten eingesetzt, bei denen eine Luftzirkulation erforderlich ist (Pflanzen, Kartonage die noch nachtrocknen muss, im Autoklav sterilisierte Konserven).
Eine eher exotische Anwendung ist der Bereich des Bondage, aber auch der Schutz von Koffern auf Flughäfen.
Mit einem Verbrauch von 1,5 Millionen Jahrestonnen in Europa handelt es sich bei Stretchfolie um ein Massenprodukt der europäischen Folienindustrie, mit einem deutlichen Anteil am LLDPE-Gesamtverbrauch.

### Hauben-Stretchfolie
Dehnhauben auch Stretch-Hoods, kommen bei gleichförmig dimensionierten Ladeeinheiten (z. B. Paletten mit Kühlschränken, Backsteinen etc.) zum Einsatz. Sie werden über Greifer über Ladung und den Palettenfuß gezogen, wo sie sich dann nach dem loslassen fest an Ladung und Palette anlegt und so die Ladeeinheitensicherung herstellt.